# Беллуччи, Хинебра
Хинебра Беллуччи (исп. и итал. Ginebra Bellucci; род. 8 июня 1996 года в Кордове, Андалусия, Испания) — испанская порноактриса.

## Карьера
После окончания средней школы получила кулинарное образование, после чего прошла курс подготовки стюардесс. В дальнейшем работала поваром и официанткой в сфере гостиничного бизнеса.
В июле 2018 года дебютировала в порноиндустрии, снявшись для студии ADPTube в заключительной сцене фильма Diario de Apolonia с Аполонией Лапьедрой в главной роли. Снимается для студий 21Sextury, Bang Bros, DDFNetwork, LegalPorno, Porn World, Private, Reality Kings, Video Marc Dorcel и многих других в сценах традиционного, лесбийского, анального секса и двойного проникновения.
В декабре 2018 года Хинебра была названа эротическим сайтом iStripper «Талантом месяца».
В июле 2021 года объявила о своём уходе из порноиндустрии. Спустя месяц была номинирована на премию XBIZ Europa Award в четырёх категориях, в том числе «Лучшая исполнительница года».
По данным сайта IAFD на август 2021 года, снялась в 135 порнофильмах и сценах.

## Награды и номинации
| Год  | Награда           | Результат | Категория                                                                          | Фильм                    |
| ---- | ----------------- | --------- | ---------------------------------------------------------------------------------- | ------------------------ |
| 2019 | XBIZ Europa Award | Номинация | Лучшая новая старлетка                                                             | н/д                      |
| 2020 | AVN Award         | Номинация | Лучшая анальная сцена в иностранном фильме (вместе с Кристофом Кейлом)             | Wake Me Up With Love     |
| 2020 | AVN Award         | Номинация | Лучшая новая иностранная старлетка                                                 | н/д                      |
| 2020 | Spank Bank Award  | Номинация | Two Peas in a Pod (Double Vaginal Performer of the Year)                           | н/д                      |
| 2021 | XBIZ Europa Award | Номинация | Исполнительница года                                                               | н/д                      |
| 2021 | XBIZ Europa Award | Номинация | Лучшая сцена секса — гламкор (вместе с Альберто Бланко)                            | Feeling the Friction     |
| 2021 | XBIZ Europa Award | Номинация | Лучшая сцена секса — гонзо (вместе с Агатой Вегой и Кристианом Клэем)              | Indulge Us               |
| 2021 | XBIZ Europa Award | Номинация | Лучшая сцена секса — полнометражный фильм (вместе с Клеа Готье и Кристофом Кейлом) | Betrayal                 |
| 2022 | AVN Award         | Номинация | Иностранная исполнительница года                                                   | н/д                      |
| 2022 | AVN Award         | Номинация | Лучшая международная лесбийская сцена (вместе с Хулией Рокой)                      | Young Swingers — Scene 2 |
| 2022 | XBIZ Europa Award | Номинация | Исполнительница года                                                               | н/д                      |

## Избранная фильмография
- 2019 — Beautifully Young
- 2019 — Sharing My Wife: Swingers Retreat
- 2019 — You Deserve A Treat
- 2020 — Anal Threesomes By Private
- 2020 — Big Black Cock 4
- 2020 — Cheating Bubble Butt Girlfriends 2
- 2020 — Elegant, Young And Anal Loving 3
- 2020 — Girls Like To Be Wild
- 2020 — Innocent Teens Love It Up The Ass 4
- 2020 — Two Cocks To Suck And Fuck
- 2020 — Young Swingers
- 2021 — Balearic Summer Love
- 2021 — Naughty Couple Exploits 2
- 2021 — Pornochic: Bella And Ginebra
- 2021 — She Wants Us Both 3
- 2021 — Spoiled Rich Girls
- 2021 — Two Girls Do It Better